# The Hu
A The Hu mongol folk-metal együttes.

## Története
2016-ban B. Dashdondog producer alapította Ulánbátorban. Az együttes stílusát hunnu rock névvel illeti, a Hu a human szóra utal. 2018-ban feltöltötték a Wolf Totem és a Yuve Yuve Yu című dalaik videóklipjét a Youtube-ra, a klipek néhány év alatt több mint százmilliós nézettséget értek el. A Wolf Totem az első helyezést érte el a Billboard Hot Rock Songs Chart listán. 2019-ben Mongólia elnökével is találkoztak, aki megköszönte az együttesnek a tevékenységüket. Ugyanebben az évben megjelentették első nagylemezüket The Gereg címmel. 2022. szeptember 2-án megjelent második, Rumble of Thunder című albumuk.

## Tagok
- Gala - torok éneklés, morin khuur
- Enkush - torok éneklés, morin khuur
- Jaya - tsuur, torok éneklés, furulya
- Temka - tovshuur, vokál
- Ono - khengereg, vokál
- Odko - dob, vokál
- Dava - basszusgitár, vokál
- Jamba - gitár, vokál

## Diszkográfia
- The Gereg (album, 2019)
- Rumble of Thunder (album, 2022)